# Carex californica
Espèce
Classification phylogénétique
Carex californica est une espèce de plantes du genre Carex et de la famille des Cyperaceae.